# Austin Harrison
Pour les articles homonymes, voir Harrison.
Austin Frederic Harrison, né à Londres en 1873 et mort en 1928 est un journaliste et critique littéraire britannique, surtout connu pour avoir assuré la direction éditoriale du périodique English Review de 1909 à 1923.

## Biographie

### Jeunesse et début de carrière
Il est le fils de l'historien et juriste positiviste Frederic Harrison (1831-1923) et de sa femme Ethel Bertha (1851-1916), née également Harrison. Il a d'abord pour précepteur le futur écrivain George Gissing (1857-1903) qui le  conseille et le guide dans ses études et dont il deviendra par la suite l'un des biographes. Il est ensuite scolarisé à St Paul's School et Harrow School. Après sa scolarité, il se rend en Suisse et en Allemagne pour y étudier les langues étrangères en vue de la préparation de l'examen d'entrée au Foreign Office, auquel il échoue cependant. Voyant sa carrière dans la fonction publique compromise, son père use de ses relations pour trouver à son fils un emploi au Times. Harrison est affecté à l'agence du journal à Berlin, mais entre aussitôt en conflit avec son chef qui le renvoie. Par la suite il connaît plus de succès au service du Manchester Guardian et de Reuters.
Renâclant face aux restrictions imposées par le ministère allemand des affaires étrangères, Harrison démissionne de l'agence Reuters en 1904, et exprime ses réserves au sujet du Kaiser dans son premier livre, The Pan-Germanic Doctrine (La Doctrine pangermanique). De retour à Londres, il travaille  brièvement comme journaliste pigiste jusqu'à ce qu'il se voie offrir la direction de l' Observer par Alfred Harmsworth, Lord Northcliffe, le nouveau propriétaire de cette revue hebdomadaire. Harrison s'y montre un rédacteur en chef compétent, et use de sa position pour avertir ses lecteurs de la menace croissante constituée par l'Empire allemand pour la sécurité des Britanniques. Pourtant, la revue continue perdre de l'argent, ce qui pousse Northcliffe à remplacer Harrison par J. L. Garvin à la fin de 1907. Malgré cela, Harrison continue à collaborer à l' Observer  comme éditeur littéraire, en travaillant en même temps au Daily Mail, lui aussi propriété de Northcliffe, comme critique dramatique.

### Direction de l'English Review

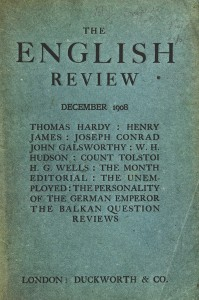
Couverture d'un numéro de l'English Review de 1908

À la fin de 1908, Harrison accepte l'offre d'Alfred Mond de prendre la direction du magazine littéraire English Review. Ce dernier, lancé peu auparavant par l'écrivain Ford Madox Ford, avait rencontré le succès auprès de la critique mais avait été un échec commercial. Bien que certains s'irritent de ses pratiques, Harrison parvient bientôt à augmenter le tirage, qui passe de seulement 1000 exemplaires quand il arrive à la direction à 18 000 en 1911. Son succès est tel qu'il rachète le titre à Mond en 1915, en devenant à la fois propriétaire et rédacteur. Durant cette période, il élargit la liste des contributeurs, en publiant les œuvres d'écrivains aussi variés qu'Anton Tchekhov, Hermann Hesse, Katherine Mansfield, Aleister Crowley, Edward Gordon Craig, George Bernard Shaw, et William Butler Yeats.
La politique est également l'un des thèmes abordés dans les pages de l’English Review et Harrison continue de mettre en garde les lecteurs sur la menace représentée par l'Allemagne dans les années précédant la première Guerre mondiale. La mort de l'un de ses frères à la bataille de Festubert transforme l'éditeur libéral en un critique féroce du gouvernement après la « crise des obus ». Harrison est également partisan d'une paix indulgente avec l'Allemagne. Les dures conditions imposées par le premier Ministre David Lloyd George en 1918 à la nation vaincue le poussent à se présenter contre de lui, dans sa propre circonscription à l'« élection coupon » de décembre.

### Dernières années
Harrison participe en 1921 à la fondation du PEN club. Deux ans plus tard, il vend l' English Review pour se consacrer à l'écriture, mais ne publie plus que de façon occasionnelle des travaux journalistiques. Il meurt en 1928, à son domicile du Sussex d'une broncho-pneumonie.

## Œuvres
- The Pan-Germanic Doctrine (1904)
- George Gissing, The Nineteenth Century and After. Vol. LX, pp. 453-463.
- The Kaiser's War (1914)
- Lifting Mist (1924)
- Pandora's Hope (1925)
- Frederic Harrison: Thoughts and Memories (1926)